# Нафплиоту, Мария
Мария Нафплиоту (греч. Μαρία Ναυπλιώτου, 19 июня 1969, Афины, Греция) — греческая актриса.
Мария Нофплиоту — одна из ведущих современных греческих театральных актрис. Она играла постановке «Король Лир» Национального театра Греции (2005—2006 гг.), а также в пьесе Еврипида «Ифигения в Тавриде» в древнем театре Эпидавра (2006 год). Она также снялась в ряде фильмов. В 2005 году получила премию как лучшая актриса на международном кинофестивале в Каире за роль в фильме «Хор Харитона» Григориса Карадинакиса.
Однако всемирно известной актрису сделало назначение выполнять роль верховной жрицы во время торжественной театрализованной церемонии зажжения олимпийского огня в Олимпии накануне Олимпиады 2008 в Пекине, где она передала огонь греческому бойцу тхэквондо, серебряному олимпийскому призёру Александросу Николаидису.
В 2009 году, накануне Олимпиады 2010 года в Ванкувере, Марию Нафплиоту вновь утвердили на роль Олимпийской верховной жрицы. 22 октября 2009 года Марией Нафплиоту был зажжен олимпийский огонь и передан греческому лыжнику Василису Димитриадису.
Участвовала в проекте Ильи Хржановского «ДАУ». Эпизод «ДАУ. ТРИ ДНЯ».